# 사람의 이
사람의 이는 구강에 존재하는 경조직으로, 음식물을 삼키기 좋게 자르거나 으깨어 소화를 돕는 역할을 한다. 이런 까닭에 소화계의 조직으로 분류된다.
일반적인 성인의 치아의 개수는 32개이며, 위턱과 아래턱에 각각 16개씩 존재한다. 정중선을 기준으로 왼쪽 위턱, 오른쪽 위턱, 오른쪽 아래턱, 왼쪽 아래턱에 각각 8개씩 분포하고 있다. 인간은 성장하면서 치아 교환기를 거치며, 치아 교환기를 거치기 전 아동의 치아의 개수는 각 사분면 당 5개씩 총 20개가 존재한다.

## 위생
입을 청결하게 유지하여 충치, 치주염 등 치주 질환, 구취 및 기타 치아의 질병을 예방할 수 있다. 치과의사와 치위생사가 치아 위생을 담당한다. 스케일링을 통해 광물화된 플라크인 치석을 제거하는데, 치석은 철저한 양치질과 치실로도 제거할 수 있다.
양치를 하는 목적은 주로 박테리아로 구성된 치석을 제거하는 것이다. 보건 전문가들은 플라크와 치석이 쌓이는 것을 막기 위해 하루에 두 번, 아침과 저녁 또는 식후에 정기적으로 양치질을 할 것을 권장한다. 칫솔은 치아 사이에 있는 것을 제외한 대부분의 음식물을 제거할 수 있다. 치아 사이의 음식물을 제거하기 위해 치실도 구강 위생을 유지하기 위한 필수품으로 꼽힌다. 치실을 바르게 사용하면 치주 질환과 충치가 종종 시작될 수 있는 치아 사이와 잇몸라인에서 치석을 제거할 수 있다. 
양치질 할 때는 불소를 함유한 물질을 사용할 것이 권장된다. 불소는 충치를 예방하고 기존 병변의 진행을 늦추거나 역전시킨다.
전동칫솔을 통해 류마티스 관절염 환자 같은 거동이 불편한 사람들도 양치를 할 수 있다.

## 분류

### 유치
유치, 또는 젖니는 사람이 처음 가지게 되는 치아이다. 각 사분면당 5개가 존재하여 총 20개의 이가 존재한다.
- 유중절치
- 유측절치
- 유견치
- 제1유구치
- 제2유구치

### 영구치
치아교환기를 거친 이후, 가지게 되는 치아이다. 그 위치에 따라 크게 전치부(前齒部, anterior region)와 구치(臼齒部, posterior region)으로 나눌 수 있다.

#### 전치부
- 중절치
- 측절치
- 견치

#### 구치부
- 제1소구치
- 제2소구치
- 제1대구치
- 제2대구치
- 제3대구치

## 같이 보기
- 치의학
- 두경부 해부학
- 혀
- 이의 요정

## 참고 문헌
- 이승표. (2009). 치아형태학. 서울: 대한나래출판사. pp. 5-7.
- 대한구강해부학회 역. (2005). 구강조직학 제6판. 서울: 대한나래출판사 pp.1-3.